# Umělecké plavání na mistrovství Evropy v plaveckých sportech 1995
Závody v uměleckém (synchronizovaném) plavání na mistrovství Evropy v plaveckých sportech za rok 1995 proběhly ve Vídni, Rakousko ve dnech 17. až 27. srpna 1995.

## Česká stopa
V disciplíně sólo startovalo 20 závodnic – Lucie Svrčinová (*1974) z TJ Tesla Brno obsadila 10. místo.
V disciplíně dvojic startovalo 19 dvojic – Soňa Bernardová (*1976) z TJ Tesla Brno a Lucie Svrčinová (*1974) z TJ Tesla Brno obsadily 9. místo.
V disciplíně týmů startovalo 12 týmů – Soňa Bernardová (*1976) z TJ Tesla Brno, Ivana Bursová (*1977) z TJ Tesla Brno, Dita Hebká (*1973) z TJ Tesla Brno, Tereza Koudelková (*1979) z TJ Tesla Brno, Jana Rybářová (*1978) z TJ Tesla Brno, Marie Šírková (*1973) z TJ Tesla Brno, Jana Šoukalová (*1977) z TJ Tesla Brno a Pavla Valachová (*1974) z TJ Tesla Brno obsadily 10. místo.

## Výsledky

### Individuální disciplíny
| Ženy | Zlato                 | Zlato  | Stříbro                       | Stříbro | Bronz                        | Bronz  |
| ---- | --------------------- | ------ | ----------------------------- | ------- | ---------------------------- | ------ |
| Sólo | Olga Sedakovová (RUS) | 99,160 | Marianne Aeschbacherová (FRA) | 97,520  | Kristine Palasinidiová (GRE) | 95,360 |

### Týmové disciplíny
| Ženy    | Zlato | Zlato  | Stříbro | Stříbro | Bronz | Bronz  |
| ------- | --- | ------ | --- | ------- | --- | ------ |
| Dvojice | Rusko (RUS) (Jelena Azarovová, *Marija Kiseljovová, *Olga Novokščenovová) | 98,880 | Francie (FRA) (Marianne Aeschbacherová, *Myriam Lignotová, *Charlotte Massardierová) | 96,920  | Itálie (ITA) (Giovanna Burlandová, Manuela Carniniová) | 96,040 |
| Tým     | Rusko (RUS) (Olga Sedakovová, Mariya Kiseljovová, Gana Maximovová, Julija Pankratovová, Jelena Azarovová, Olga Novokščenovová, *Olga Brusnikinová, *Jelena Antonovová, *Marina Lobovová, *Olga Medveděvová) | 98,880 | Francie (FRA) (Céline Lévêqueová, Julie Fabreová, Myriam Lignotová, Isabelle Manableová, Charlotte Massardierová, Magali Rathierová, *Marianne Aeschbacherová, *Agnès Berthetová, *Éva Riffetová, *Rachel Le Bozecová) | 97,160  | Itálie (ITA) (Paola Celliová, Manuela Carniniová, Maurizia Cecconiová, Mara Brunettiová, Giovanna Burlandová, Serena Bianchiová, Giada Ballanová, *Roberta Farinelliová, *Brunella Carrafelliová) | 95,480 |

## Medailová bilance
V uměleckém plavání se rozdělily celkem 3 sady medailí.
| Pořadí | Stát          |       | Muži    | Muži  | Muži  |         | Ženy  | Ženy  | Ženy    |       | Muži + Ženy | Muži + Ženy | Muži + Ženy | Celkem |
| Pořadí | Stát          | Zlato | Stříbro | Bronz | Zlato | Stříbro | Bronz | Zlato | Stříbro | Bronz |             |             |             | Celkem |
| ------ | ------------- | ----- | ------- | ----- | ----- | ------- | ----- | ----- | ------- | ----- | ----------- | ----------- | ----------- | ------ |
| 1.     | Rusko (RUS)   |       | 0       | 0     | 0     |         | 3     | 0     | 0       |       | 3           | 0           | 0           | 3      |
| 2.     | Francie (FRA) |       | 0       | 0     | 0     |         | 0     | 3     | 0       |       | 0           | 3           | 0           | 3      |
| 3.     | Itálie (ITA)  |       | 0       | 0     | 0     |         | 0     | 0     | 2       |       | 0           | 0           | 2           | 2      |
| 4.     | Řecko (GRE)   |       | 0       | 0     | 0     |         | 0     | 0     | 1       |       | 0           | 0           | 1           | 1      |
| Celkem | Celkem        |       | 0       | 0     | 0     |         | 3     | 3     | 3       |       | 3           | 3           | 3           | 9      |